# Helvetica

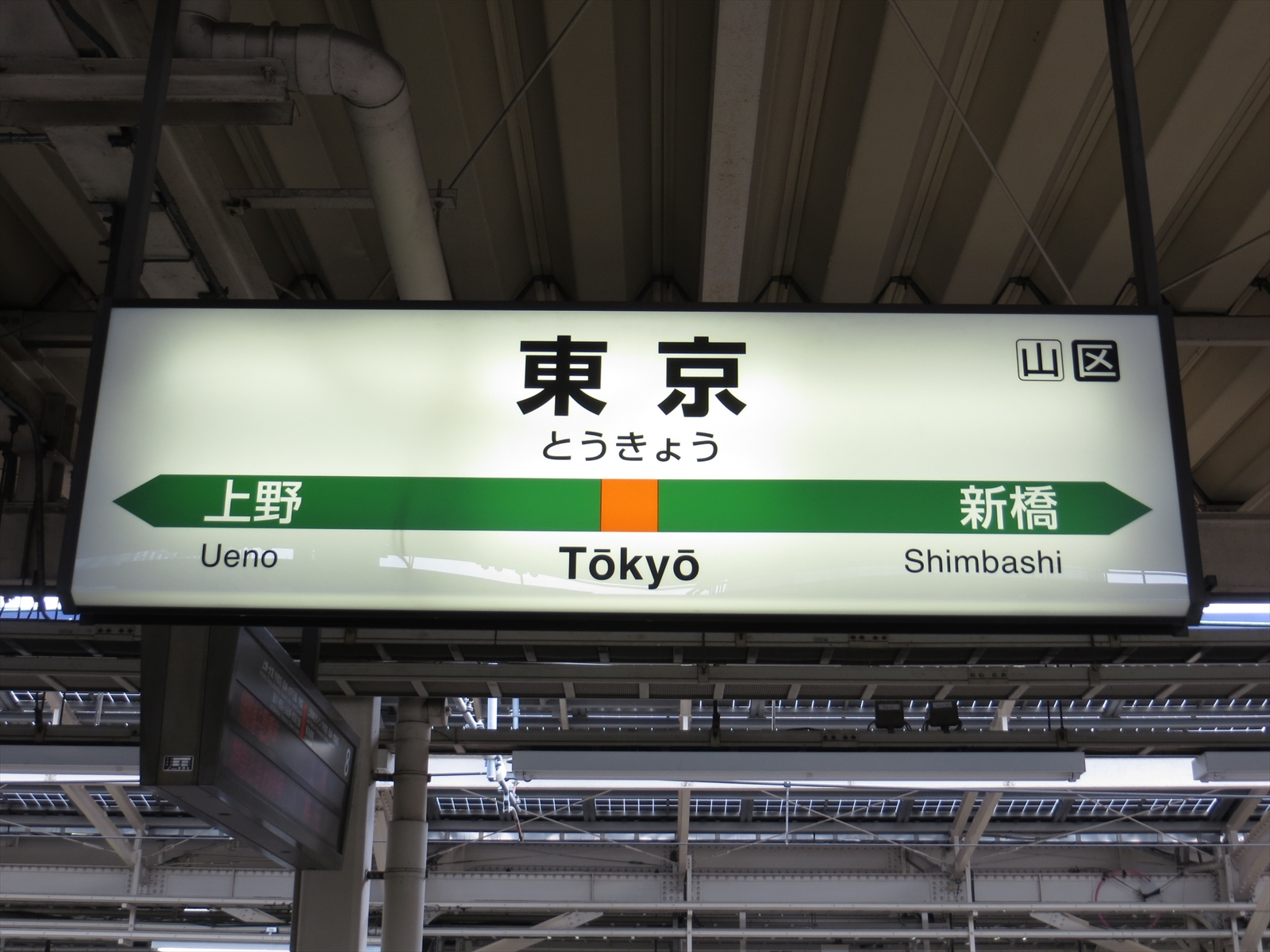
ラテン文字部分がHelvetica､駅名とその振り仮名は新ゴ

Helvetica (ヘルベチカ) は、1957年にスイス人書体デザイナーのマックス・ミーディンガー (Max Miedinger) とエドゥアルト・ホフマン (Eduard Hoffmann) が発表したサンセリフの欧文書体。簡素で落ち着いた書体でありながら説得力に富む力強さが特長で、用途を選ばない幅広い汎用性がある。現在最も使用される書体の一つとなっているほか、出版や広告の業界では必要不可欠な書体として知られる。
今日ではフォントとして誰でも手軽に利用でき、Macintoshでは オペレーティングシステム (OS) に付属する標準フォントの一つとなり、iOS（8以前）ではシステムフォントである。
「Helvetica」の名称は、ラテン語で「スイス」を意味するHelvetia（ヘルウェティア / ヘルヴェティア）の形容詞形であるHelvetica（ヘルウェティカ / ヘルヴェティカ）に由来する。つまり、Helveticaとは「スイスの」を意味する語である。
日本では原弘の希望で1964年の東京オリンピックを機に導入され、亀倉雄策の大会ポスターが初の利用事例ともいわれる。
誕生して60年が過ぎたHelveticaは、現代においても、文化・国家の壁を越え、多くのシーンで用いられている。日本においても、常に日常生活に身近なところでHelveticaを目にすることができる。
コーポレート・タイプ（企業の制定書体）としてよく用いられ、アメリカン航空やBMW、ドイツ鉄道、ルフトハンザドイツ航空、インテル、三菱電機、川崎重工業、近畿日本鉄道、NTTデータ、パナソニック、岩谷産業など、多数ある。

## 歴史

### Helvetica
1957年にハース鋳造所（ドイツ語: Haas’sche Schriftgiesserei）の手組み用活字として発表された。当時の名称は「ノイエ・ハース・グロテスク」(Neue Haas Grotesk) というもので、これは「ハースの新しいグロテスク（サンセリフ）」という意味であった。
1960年に、名称を変更しHelveticaとしてステンペルから発表された。ウェイトは、Ultra LightからUltra Boldまで全31種類構成となっている。

### Neue Helvetica (Helvetica Neue)
ステンペルは1983年に改訂版となるNeue Helveticaを発表した。ウェイトは白抜き (Outline) を含め、全51構成となっている。
それぞれがUnivers（ユニバース）を参考にしたナンバリングが施されている。Neue Helvetica 55 Romanを基準に、数字の一桁目が太さ、二桁目はスタイルを表す。
Helvetica Neueと呼ばれるものは、Monotypeとアドビから販売されている。macOSに付属しているのはこちら。
現在、Neue HelveticaおよびHelveticaは、合併などによりMonotypeの商品・商標となっている。

### Helvetica Now
2019年にMonotypeが新たに"Helvetica Now"を発表した。HelveticaおよびNeue Helveticaをベースに可読性を高めるなどして、現代的な使い方に合うようデザインを見直した。用途やサイズに合わせて最適な字形や字間が選べるように、「Micro」「Display」「Text」の3タイプを設定。ウェイトは「Hairline」「Thin」「Extra Light」「Light」「Regular」「Medium」「Bold」「Extra Bold」「Black」「Extra Black」の全10種類を用意し、そのうちDisplayが10種類、Textが8種類、Microが6種類。それぞれに斜体（イタリック体）を設けることで、全48種類構成とした。

## 変形

Akzidenz Grotesk（アクチデンツ・グロテスク）、Folio、HelveticaとUnivers 55の変形

写植の時代になると、その人気ゆえに多くの模倣品が作られ、細部が微妙に異なるものの「別名のHelvetica」が氾濫した。

## デジタルフォント
Macintoshでは、HelveticaがOSに付属している。macOSでは、Helvetica Neueも付属している。

### Geneva
Macintosh用システムフォントのGenevaはHelveticaをディスプレイで読みやすくなるよう加工した派生書体。字形に独特のかわいらしさがあり、Helvetica系統でも特に魅力的なフォントといわれている。

### Arial
ArialはHelveticaによく似た派生書体で、WindowsやmacOSに付属している。ArialはHelveticaとは字形が微妙に異なるが（特に大文字の "R" や小文字の "a"、数字の"1"や"3"）、文字幅がHelveticaと同じになるようデザインされている。WindowsでHelveticaは「Arialの別名」として登録されており、フォント名をHelveticaと指定するとArialで代用されるようになっている。

### その他
この他、Helveticaの代用フォント製品として、アメリカのビットストリーム製の「Swiss 721」シリーズのフォントがあり、PostScript、TrueTypeの双方でよく利用されている。Ghostscriptには、ドイツのURW++が開発したフリーのPostScriptフォントが複数含まれているが、このうち「Nimbus Sans」がHelveticaの代用となる。その他「Helios」（コンピュグラフィック）、「Megaron」(AM)、「Newton」（オートロジック）などもHelveticaクローンである。ただし、いずれも完全な互換性を持つものではない。